# Pericoma gracecica
Pericoma gracecica är en tvåvingeart som beskrevs av Vaillant 1978. Pericoma gracecica ingår i släktet Pericoma och familjen fjärilsmyggor. Inga underarter finns listade i Catalogue of Life.